# Münchwilen
Münchwilen é uma comuna da Suíça, no Cantão Turgóvia, com cerca de 4.661 habitantes. Estende-se por uma área de 7,79 km², de densidade populacional de 598 hab/km². Confina com as seguintes comunas: Bettwiesen, Bronschhofen (SG), Eschlikon, Sirnach, Wängi, Wil (SG).
A língua oficial nesta comuna é o Alemão.